# Seigneurie de Lauzon
Pour les articles homonymes, voir Lauzon.
La seigneurie de Lauzon (1636-1854) fut la première seigneurie fondée sur la Rive-Sud du fleuve Saint-Laurent, au sud de la Ville de Québec, à l'époque de la Nouvelle-France.

## Naissance de la seigneurie de Lauzon

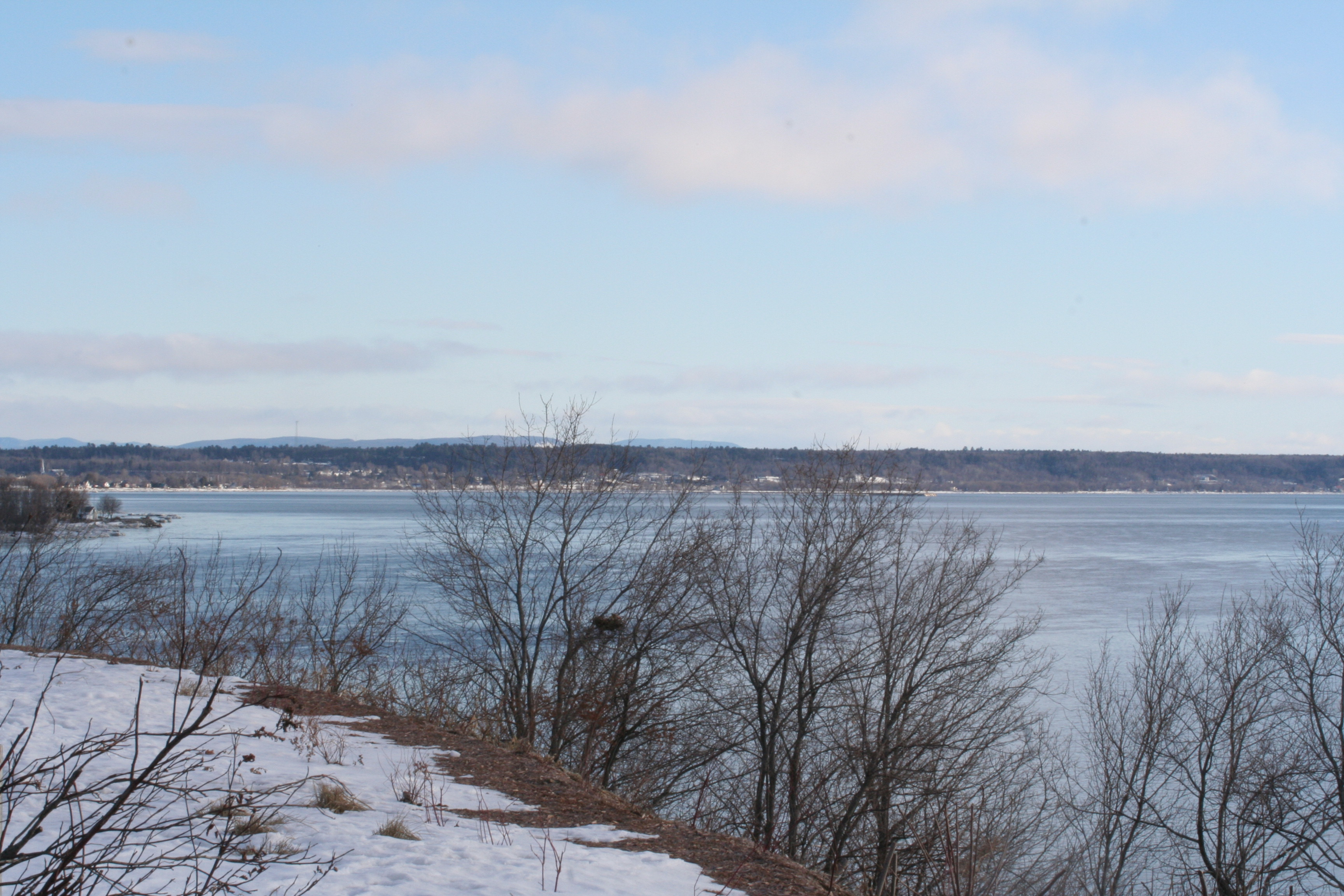
Fleuve Saint-Laurent du cap Lauzon, à Deschambault-Grondines

En 1629, une pointe rocheuse située au sud-est de Québec et qui était composée de deux buttes qui s'avançaient vers le fleuve St-Laurent sera nommée « Cap de Lévy » par Samuel de Champlain. Champlain a très peu exploré ce territoire, mais il s'aventura dans le secteur de la rivière Chaudière. Il rencontra des Iroquois hostiles. À cause de la présence des Iroquois, les Français s'aventuraient rarement sur la Rive-Sud de Québec à cette époque.
Ce n'est qu'en 1636 que le territoire fut acheté par Jean de Lauzon (ou Lauson en vieux français). On rapporte que Lauzon a usé de subterfuges pour obtenir la seigneurie en se servant de Simon Le Maître en guise de prête-nom. Ce dernier se porta acquéreur des titres seigneuriaux qu'il remettra à Lauzon onze jours après les avoir achetés. Simon Le Maître, noble, associé de la Compagnie de la Nouvelle-France (La Compagnie des Cent Associés) et conseiller du roi Louis XIII, devient donc propriétaire (par acte de concession) de la seigneurie de Lauzon, le 15 janvier 1636. Pendant onze jours, Le Maître fut le premier seigneur « temporaire » de la seigneurie.
Jean de Lauzon était conseiller au parlement de Paris, premier directeur de la Compagnie des Cent-Associés et il fut gouverneur de la Nouvelle-France de 1651 à 1656. Il n'a jamais eu l'intention de s'installer en Nouvelle-France, ni d'y envoyer des colons. Le tout sera officialisé le 29 janvier, dans un acte signé devant les notaires Huguenier et Huart de Paris. Jean de Lauzon s'occupa très peu de ses concessions en Nouvelle-France et la seigneurie de Lauzon restera vierge jusqu'en 1647.

## Le territoire de la seigneurie
La seigneurie mesurait 6 lieues de littoral (17,9 milles ou 28,8 km) par 6 lieues de profondeur, c'est-à-dire 3 lieues en amont par 3 lieues en aval de l'embouchure de la rivière Chaudière (située près du pont de Québec).

## Guillaume Couture, premier colon de la seigneurie en 1647
Le premier colon de la seigneurie était Guillaume Couture. Il est l'ancêtre des Couture d'Amérique du Nord et il fut un personnage important dans l'histoire de la Nouvelle-France. Il s'est installé sur la côte de Lauzon (secteur historique de Lévis) en 1647. Le territoire reçut par la suite le toponyme Pointe-de-Lévy.

## La seigneurie de Lauzon en développement
L'arrivée des familles souches sera le départ officiel de la colonisation de la seigneurie dès 1648. Plusieurs familles vont s'y installer, notamment les Bissot, Brulotte dit Gesseron, Guay, Carrier, Hallé, Bégin, Bourget et Huard. Le premier village se nommait Saint-Joseph-de-la-Pointe-Lévy et c'est en 1694 que la première paroisse du même nom fut fondée sur la Rive-Sud de Québec. 
Onze seigneurs vont se succéder jusqu'en 1836.

## Son économie
François Bissot fit construire le premier moulin de la seigneurie de Lauzon en 1655, ainsi que la première tannerie de la Nouvelle-France en 1668 sur sa concession. Entre 1648 et 1836, l'économie de la seigneurie se caractérisait par la présence des fermiers/cultivateurs, des bûcherons, des moulins à scie et le chantier maritime A.C. Davie.

## La fin de la seigneurie de Lauzon
En 1836, la seigneurie fut démantelée à la suite de la faillite de Sir John Caldwell, dernier seigneur de la seigneurie de Lauzon. En 1843, la seigneurie fut vendue selon l'Acte 7 Victoria, ch. 26. La couronne fit l'acquisition de la seigneurie de Lauzon pour 45,000 livres.
Le 14 juillet 1867, à la suite de l'Acte de l'Amérique du Nord Britannique, en vertu de la section 109 de cet acte, la Province de Québec devient propriétaire de la seigneurie.
De là vont naître plusieurs petites municipalités, villages et villes entre le milieu du XIXe siècle et le début du XXe siècle sur le territoire (Lévis, Lauzon, Saint-David-de-l'Auberivière, Saint-Télesphore, Saint-Romuald d'Etchemin, Saint-Nicolas, Saint-Jean-Chrysostome, Saint-Louis-de-Pintendre, Saint-Rédempteur, Saint-Étienne-de-Lauzon. Saint-Henri-de-Lévis, Saint-Étienne-de-Lauzon et Bernières). Le village de Lévis sera fondé en 1857 et celui de Lauzon en 1867 (il deviendra une ville en 1910). Ce n'est qu'en 1861 que la ville de Lévis sera fondée, grâce à l'initiative de l'abbé Joseph-David Déziel, curé de la municipalité de paroisse de Notre-Dame-de-la-Victoire et du révérend presbytérien Duncan Anderson. Étonnamment, la fusion municipale de Lévis officialisée en 2002 fera presque renaître les dimensions territoriales de la seigneurie de Lauzon.

## Les seigneurs de la seigneurie de Lauzon (1636-1836)
Voici la liste des seigneurs, ainsi que la date de leur entrée en fonction.
1. Simon Le Maître servit de prête-nom pour l'achat du territoire le 15 janvier 1636. Conseiller du roi Louis XIII, il a obtenu la seigneurie de la part de la Compagnie des Cent-Associés. Le tout sera cédé à Jean de Lauzon.
2. Jean de Lauzon (père) (Lauson en vieux français), du 29 janvier 1636 à 18 octobre 1651. Premier seigneur officiel en 1636 et gouverneur de la Nouvelle-France de 1651 à 1657.
3. Jean de Lauzon (fils), du 19 octobre 1651 au 21 juin 1661. Grand sénéchal de la Nouvelle-France, il obtient la seigneurie à l'âge de 17 ans.
4. Charles de Lauzon de Charny, du 22 juin 1661 au 18 mars 1690. Il hérite de la seigneurie lorsque son frère Jean sera tué par des Amérindiens à l'île d'Orléans.
5. Thomas Bertrand, du 19 mars 1690 au 13 octobre 1699. Il achète pour 4 000 livres, tous les territoires de Charles-Joseph de Lauzon en Nouvelle-France.
6. Georges Régnard Duplessis, du 14 octobre 1699 au 27 mars 1714. Il achète la seigneurie par l'intermédiaire François Ruette d'Auteuil, procureur général du Conseil Supérieur de Québec et conseiller du Roi au montant de 5 500 livres.
7. Étienne Charest, du 28 mars 1714 au 10 mai 1734. Il achète pour 40 000 livres de la veuve de Georges Régnard Duplessis.
8. Étienne Charest (fils), du 11 mai 1734 au 11 février 1765. Il était capitaine de la milice de la Pointe-Lévy en 1759 lors de l'invasion anglaise. Il est le seul seigneur et milicien de l'époque de la Nouvelle-France qui a reçu le titre de chevalier de Saint-Louis en 1776 pour services rendus à la patrie. À l'occasion de problèmes familiaux, la seigneurie sera administrée par son frère Joseph et sa sœur Thérèse, ainsi que Jacques Charly (mari de Thèrese).
9. James Murray (gouverneur), gouverneur anglais au Québec de 1764 à 1768. Il acquiert la seigneurie d'Étienne Charest fils au montant de 3 750 livres sterling. Il fut seigneur de la seigneurie du 12 février 1765 au 28 février 1774. Jacques Charly quitte la seigneurie après la vente pour retourner en France. Richard Murray, neveu de James, administre la seigneurie par procuration au nom de son oncle de 1766 à 1774. Henry Caldwell devient locataire de la seigneurie par un bail de 99 ans signé avec James Murray le 7 avril 1774.
10. Henry Caldwell, du 28 février 1801 au 28 mai 1810. Il achète la seigneurie de Lauzon, ainsi que toutes les propriétés de Murray au Canada pour un montant de 10 180 livres sterling. Il aura un manoir entre la Rivière à la Scie et la Rivière Etchemin, près du fleuve St-Laurent.
11. John Caldwell (nommé baronnet en 1830), du 28 mai 1810 jusqu'en août 1836. Il hérite de la seigneurie au décès de son père.

Notez que la colonisation de la seigneurie débuta uniquement en 1647 avec l'arrivée de Guillaume Couture. Jean de Lauzon (père) ne s'est jamais installé sur sa seigneurie. En 1836, Sir John Caldwell fit faillite et dut céder sa seigneurie au gouvernement du Bas-Canada. Celle-ci sera morcelée et de là vont naître les nouvelles municipalités, les nouveaux villages et les villes de la Rive-Sud du fleuve Saint-Laurent installés devant la Ville de Québec. Les fusions municipales de Lévis en 2002 ont presque recréé les dimensions territoriales de la seigneurie de Lauzon à l'exception de l'absence des municipalités de Saint-Lambert-de-Lauzon et de Saint-Henri qui sont indépendantes.
- Source de la liste des seigneurs de la seigneurie de Lauzon : Roy, J.-Edmond, Histoire de la Seigneurie de Lauzon 1897, volume 1 à 5, Charny, Les Éditions Etchemin Inc., (réédité en 1984).

## 375eanniversaire de la fondation de la seigneurie en 2011
Le 375e anniversaire de la fondation de la seigneurie de Lauzon fut souligné officiellement le 15 janvier 2011, lors du 150e anniversaire de la fondation de Lévis et pendant toute cette année.